# Sono stato io! (film 1973)
Sono stato io! è un film del 1973, diretto da Alberto Lattuada.

## Trama
Il giovane Biagio Solise vive a Milano dove fa il lavavetri in un grattacielo di giorno e la comparsa alla Scala di notte.
Biagio sogna di diventare famoso in qualunque modo, finché una sera al teatro dove lavora, gli arriva l'occasione: la primadonna Gloria Strozzi viene strangolata nel suo camerino da uno sconosciuto e Biagio dissemina indizi in tutto il camerino per attribuirsi la colpa dell'omicidio.
Il giorno dopo i giornali di tutto il mondo parlano dell'omicidio della cantante lirica, definendolo il "delitto del secolo", Biagio è finalmente contento. Nel frattempo Biagio si costruisce un alibi, e dopo qualche fatica la polizia lo arresta. Il suo nome è su tutti i giornali, tutto va secondo i suoi piani, e viene contattato per pubblicità e film.
Nel mentre inizia il processo. Biagio si serve del suo alibi di ferro all'ultimo momento e ride mentre il pubblico ministero chiede per lui la condanna a trent'anni di carcere. Ma proprio mentre Biagio ricorre alla sua arma segreta, cioè alla testimonianza del Cavalier Toluzzi che avrebbe dovuto scagionarlo, il Cavaliere muore d'infarto ancora prima di testimoniare. Così Biagio viene condannato a trent'anni per un omicidio che non ha mai commesso. Alla fine viene trasferito nel penitenziario dell'isola di Pianosa, solo e dimenticato da tutti.

## Riconoscimenti
- 1973 – Festival internazionale del cinema di San Sebastián
  - Miglior attore a Giancarlo Giannini